# Христо Евтимов
Христо Евтимов-Майцата е бивш футболист, ляв краен нападател на Славия и Червено знаме. Играе за „белите“ от 1938 до 1954 г. Трикратен шампион на България (1939, 1941 и 1943 г.), вицешампион през 1950 и 1954 и бронзов медалист през 1940 и 1942 г. Носител на купата на страната през 1943 и 1952 г.
Единствения си мач за националния отбор на България записва на 20 октомври 1940 г. при загубата с 3:7 от Германия. В този двубой Евтимов вкарва 2 гола.